# Crapette rapide
 (mars 2023).
Si vous disposez d'ouvrages ou d'articles de référence ou si vous connaissez des sites web de qualité traitant du thème abordé ici, merci de compléter l'article en donnant les références utiles à sa vérifiabilité et en les liant à la section « Notes et références ».
La crapette rapide, bien que son nom se rapporte à la crapette, est plus proche du flip.
On joue avec un paquet de 52 cartes. Chaque joueur prend la moitié du paquet et, à un signal donné, doit les disposer sur cinq piles côte à côte comme suit:
- d'abord quatre cartes face cachée et une cinquième face en haut
- puis trois cartes face cachée et la quatrième face en haut,
- puis deux cartes face cachée et la troisième face en haut,
- puis une carte face cachée et la deuxième face en haut,
- puis une dernière carte face en haut

On obtient donc cinq piles avec cinq, quatre, trois, deux et une carte(s) (soit quinze cartes), la carte en haut de chaque pile étant visible. 
Le reste des cartes de chaque joueur est déposé au centre, en une pile face cachée. Chaque joueur retourne alors la première carte de sa pile de façon qu’elle soit visible et essaie de se débarrasser rapidement de ses 15 cartes.
On peut déposer une carte sur une des deux piles si elle est de valeur consécutive (plus haute ou plus basse) à la carte face en haut de la pile (sans tenir compte de la couleur ou de la famille). 
Exemple : si l'une des cartes au centre est un 7, on peut déposer dessus soit un huit, soit un six. Si on a mis un as, on peut déposer soit un roi soit un deux. 
On peut bien sûr poser sur la pile de l'adversaire.
On ne peut avoir devant soi que maximum 5 cartes retournées à la fois. il faut réussir à placer toutes ses cartes au centre le plus vite possible.
Quand l'un des deux joueurs se débarrasse de ses 15 cartes en premier, il doit taper sur la pile de cartes où se trouvent le moins de cartes en premier pour les reprendre dans son tas.
Quand un des deux joueurs a "tas vide", c'est-à-dire qu'il n'a plus de carte dans sa pile, à la fin de la manche, si celui qui n'a plus de pile de cartes tape en premier sur le "tas vide", il a gagné la partie. Si c'est inverse, il prend les cartes de la pile de cartes de l'adversaire et la partie continue.